# 塔堂マリエ
塔堂 マリエ（とうどう まりえ、1992年9月13日 - ）は、日本のAV女優。ディクレア所属。ロシア系のクォーター。

## 略歴・人物
2013年6月、「白石マリエ（しらいし まりえ）」として処女宮を冠してAVデビュー。ロシア系のクォーター。ビデオメーカー・h.m.pの専属女優として5作品に出演。
2014年4月よりアイデアポケット専属女優としてセルメーカーデビュー。
2024年より六本木のキャバクラVENET TOKYO 六本木に勤務
身長:152cm。スリーサイズ:B83・W58・H81cm。血液型:O型。趣味:料理。特技:フルート、フェイシャルマッサージ。初体験は中学2年生。特技はドリルフェラ。

## 出演作品

### アダルトDVD

#### 「白石マリエ」名義
※メーカーは全作品「h.m.p」
2013年
- 処女宮 -Fairy- 白い妖精。 ロシア人クォーター美女はアナルも感じる…。（6月7日）※デビュー作[5]
- 性交覚醒 白石マリエ ヘンタイになり過ぎてごめんね…（7月5日）[6]
- 絶対終わらせない&hearts;限界射精SEX（8月2日）
- S級テクニシャン（9月6日）
- 都合のいいカラダ（10月4日）

#### 「塔堂マリエ」名義
※メーカーは全作品アイデアポケット。
2014年
- FIRST IDEAPOCKET（4月1日）
- 塔堂マリエの濃厚な接吻とSEX（5月1日）
- 世界最高級ソープへようこそ（6月1日）
- パンチラ女子大生のSWEETな誘惑（7月1日）
- DIGITAL CHANNEL DC119（8月1日）
- デリバリーSEX アナタの自宅に塔堂マリエをお届けします（9月1日）
- ゴージャステクニシャン 貸切スイートルーム（10月1日）
- 犯された美人過ぎる女教師（11月19日）
- 遂に解禁！初パイパン 塔堂マリエ（12月19日）